# Norihiro Satsukawa
Norihiro Satsukawa (薩川 了洋?, Satsukawa Norihiro; Shizuoka, 18 aprile 1972) è un allenatore di calcio ed ex calciatore giapponese, di ruolo difensore.